# Prix de la langue française
De Prix de la langue française is een Franse literatuurprijs. Chronologisch gezien is het de eerste grote prijs van het literaire seizoen in Frankrijk.
Deze prijs, die in 1986 werd ingesteld door de stad Brive-la-Gaillarde in het departement Corrèze, beloont het werk van een persoonlijkheid uit de literaire, artistieke of wetenschappelijke wereld die door zijn/haar werk een belangrijke bijdrage heeft geleverd aan het tonen van de kwaliteit en schoonheid van de Franse taal. De prijs wordt jaarlijks uitgereikt bij de opening van de boekenbeurs Foire du livre de Brive-la-Gaillarde. De jury van de prijs kent een roulerend voorzitterschap en bestaat uit leden van de Académie française, de Académie Goncourt en andere schrijvers. De laureaat ontvangt 10.000 euro.

## Prijswinnaars
- 1986: Jean Tardieu
- 1987: Jacqueline de Romilly
- 1988: André Lichnerowicz
- 1989: Michel Jobert
- 1990: Yves Berger
- 1991: Pascal Quignard
- 1992: Alain Bosquet
- 1993: Alain Rey
- 1994: Hector Bianciotti
- 1995: niet toegekend
- 1996: René de Obaldia
- 1997: François Weyergans
- 1998: Marcel Schneider
- 1999: Jacques Chessex
- 2000: Bernard Pivot
- 2001: Philippe Beaussant
- 2002: Michel Chaillou
- 2003: Dominique de Villepin
- 2004: Gilles Lapouge
- 2005: Jean-Pierre de Beaumarchais
- 2006: Christiane Singer
- 2007: Pierre Assouline
- 2008: Annie Ernaux
- 2009: Jean-Paul Kauffmann
- 2010: Alain Veinstein
- 2011: Emmanuel Carrère
- 2012: Vassilis Alexakis
- 2013: Jean Rolin
- 2014: Hélène Cixous
- 2015: Mona Ozouf
- 2016 : Philippe Forest
- 2017 : Jean-Luc Coatalem
- 2018 :  Pierre Guyotat
- 2019 : Louis-Philippe Dalembert
- 2021 : Pierre Bergounioux
- 2022 : Nathacha Appanah
- 2023 : Ananda Devi